# Neale Cooper
Neale Cooper (Darjeeling, 24 novembre 1963 – Aberdeen, 28 maggio 2018) è stato un allenatore di calcio e calciatore scozzese, di ruolo centrocampista.

## Biografia
È il padre di Alex Cooper, anch'egli calciatore professionista.

## Carriera

### Giocatore
Durante la sua carriera da calciatore, Cooper vince 8 titoli nazionali, la Coppa delle Coppe e la Supercoppa UEFA del 1983 con l'Aberdeen guidato da Sir Alex Ferguson. Nel 1986 tenta l'avventura in Premier League, firmando un contratto con l'Aston Villa. Nel 1988 si trasferisce ai Rangers, quindi ritorna all'Aberdeen prima di tornare in Inghilterra, vestendo la casacca del Reading. Dopo pochi mesi, nel novembre del 1991, torna in patria, andando a vincere un campionato di First Division (la seconda serie scozzese) con il Dunfermline Athletic. Chiude la carriera al Ross County nel 1998.

### Allenatore
Intraprende la carriera d'allenatore al Ross County nel 1996, giocando il biennio seguente da giocatore-allenatore: ritiratosi dal calcio giocato, in due anni porta il Ross County dalla quarta alla seconda serie del calcio scozzese, vincendo due campionati consecutivi. Nel 2003 diviene il tecnico dell'Hartlepool United, in Football League One. In seguito allena anche il Gillingham, sempre in terza serie, fino al 15 novembre 2005, quando lascia il club prima di diventare il vice allenatore degli scozzesi del Peterhead nell'ottobre del 2006. Il 3 febbraio 2008 è promosso al ruolo di allenatore del Peterhead, che mantiene fino al 22 marzo 2011. Il 28 dicembre seguente torna a guidare l'Hartlepool United e il 24 ottobre 2012 lascia la formazione inglese. Tra il 23 novembre 2012 e il 12 maggio 2014 è vice allenatore del Ross County.

## Palmarès

### Giocatore

#### Competizioni nazionali
- Campionato scozzese: 3

Aberdeen: 1979-1980, 1983-1984, 1984-1985
- Coppa di Scozia: 4

Aberdeen: 1981-1982, 1982-1983, 1983-1984, 1985-1986
- Coppa di Lega scozzese: 1

Aberdeen: 1985-1986
- Scottish First Division: 1

Dunfermline: 1995-1996

#### Competizioni internazionali
- Coppa delle Coppe: 1

Aberdeen: 1982-1983
- Supercoppa UEFA: 1

Aberdeen: 1983

### Allenatore

#### Competizioni nazionali
- Scottish Third Division: 1

Ross County: 1998-1999
- Scottish Second Division: 1

Ross County: 1999-2000